# Barra do Ribeiro
Barra do Ribeiro é um município brasileiro do estado do Rio Grande do Sul. Localiza-se a uma latitude 30º17'28" sul e a uma longitude 51º18'04" oeste, estando a uma altitude de 5 metros. Sua população estimada em 2004 era de 12 409 habitantes.
É um município que faz parte da bacia hidrográfica do rio Camacuã e que é banhado pelas águas do lago Guaíba.
Localizada às margens do Lago Guaíba, Barra do Ribeiro é uma cidade pequena e animada, onde as atrações típicas da cultura gaúcha convivem lado a lado com os esportes náuticos e com um ecossistema único, característico de uma das maiores bacias hidrográficas do país.

## Dados gerais
- Área territorial: 731 km²
- Área urbana: 24,54%
- Área rural: 75,46%
- Ano de instalação: 1959
- Altitude: 5 metros
- Distância da capital: 56 km
- População: 12.408 habitantes
- Jair Machado (PMDB)

## História
O município de Barra do Ribeiro emancipou-se de Porto Alegre em 1959. O povoamento do território do atual município começa em 1800. A cidade tem este nome devido ao encontro do Arroio Ribeiro com o Lago Guaíba.
O Arroio que corta todo o município de sudeste a nordeste, da zona rural a urbana desemborcando no Guaíba, muito utilizado como atracadouro de embarcações de moradores da cidade. Pesca amadora (pintado, jundiá, traíra entre outros). Muito importante na irrigação de lavouras e pecuária.
Ao desembocar no "Guaíba" no verão, forma uma coroa de areia de um lado ao outro das margens, formando assim a "Barra do Ribeiro". O início do povoamento da sede data de 1800, com a chegada dos açorianos, predominando o elemento português na formação da população.
Em 1874, reinicia-se no RS a corrente migratória que iria atrair, para localidades do meio rural da região colônias de poloneses, alemães e italianos, que por sua vez tiveram, também, grande influência na formação étnica da população do município de Barra do Ribeiro.
O município teve origem na charqueada de Antônio Alves Guimarães, instalada na sesmaria que lhe fora concedida pelo Vice-Rei Dom Luís de Vasconcelos e Souza, 4º. conde de Figueiró, em 1780. Sua denominação de Charqueada foi substituída pela de Barra, mais tarde para Barra do Ribeiro, devido sua localização geográfica no encontro do Arroio Ribeiro com o Lago Guaíba.

## Turismo
Arroio do Araçá
Também chamado de Arroio do Salgado, situado ao sul do município a cerca de 10 km da sede, arroio que desemboca no Guaíba com profundidade média de 10 m, importante na irrigação de lavouras, pesca artesanal e amadora, é muito utilizado nos finais de semana por embarcações de médio porte, como iates e veleiros devido aos atracadouros naturais em barrancos.
Arroio Ribeiro
Arroio que corta todo o município de sudoeste a nordeste, da zona rural a urbana, desembocando no Guaíba na praia da Picada, muito utilizado como atracadouro de embarcações de moradores da cidade. Pesca amadora (Pintado, Jundiá, Cará, Traíra entre outros). Muito importante na irrigação de lavouras e pecuária. Ao desembocar no Guaíba no verão, forma uma coroa de areia de um lado ao outro das margens, formando assim a Barra do Ribeiro.
Cerro da Cavalhada
Localizada na zona rural, a 23 km da sede do município, é o ponto mais alto da região, com 383 metros de altura e visão de 360°, com vista de Porto Alegre, Guaíba, Canoas, Lago Guaíba, Lagoa dos Patos e Barra do Ribeiro.
Lago Guaíba
Localizado a leste do município, navegável, próprio para lazer e esportes aquáticos, pesca artesanal e belas praias, no município águas limpas e sem poluição, abastece no saneamento da sede margeando a zona urbana, de fácil acesso em vias de transporte particular fluvial e rodoviário em ótimo estado de conservação. Integra o roteiro turístico urbano de Barra do Ribeiro.
Lagoa dos Patos
Localizada a sudeste do município, navegável, próprio para lazer e esportes aquáticos, pesca artesanal e belas praias, maior Lagoa de água doce do Mundo, via de acesso marítimo entre a capital do Estado (Porto Alegre) e o Oceano Atlântico, vias de acesso fluvial e rodoviário somente em propriedades particulares.
Morro da Formiga
Reserva ecológica pertencente à Aracruz onde funcionam diversos hortos florestais. É o lugar onde o Guaíba e a Lagoa dos Patos encontram-se
Parque Municipal
Mata nativa formada quase que exclusivamente de camboim e branquilo, destacando-se algumas espécies de maior porte como figueiras, carvalhinhos e tarumãs. Possui cabanas com fins hoteleiros.
Praia Canto das Mulatas
Balneário ao sul da sede do município, com areias finas e limpas, numa extensão de cerca de 1 km de comprimento por 80 m de largura. Possui restaurante, campings, cabanas, lancherias, estacionamento, sanitários e quadra de esportes.
Conta a lenda que quando os pescadores saiam para pescar, em noites escuras ou com neblina, suas mulheres os aguardavam lavando roupas a beira do lago cantando, assim eles podiam retornar ao som do "Canto das Mulatas". Integra o roteiro turístico urbano de Barra do Ribeiro.
Praia da Picada
Balneário ao norte da sede do município, na confluência do Arroio Ribeiro com o Lago Guaíba, com areias limpas e finas numa extensão de 500m de comprimento por 50m de largura. Possui calçadão, estacionamento, camping, cabanas, lancherias,peixaria, sanitários, iluminação para passeios a noite e quadra de esportes. Na praia da Picada esta localizado o santuário de Nossa Senhora dos Navegantes.

## Transportes
O município é acessado pela RS-709, que por sua vez se liga à BR-116, distante 54 km da capital do estado, Porto Alegre.